# Dryopteris shanmenensis
Dryopteris shanmenensis là một loài thực vật có mạch trong họ Dryopteridaceae. Loài này được Ching & P.C. Chiu miêu tả khoa học đầu tiên năm 1987.